# Hyposmocoma cleodorella
Hyposmocoma cleodorella — вид моли эндемичного гавайского рода Hyposmocoma.

## Распространение
Обитает на острове Гавайи в районе Кона.